# 이그 (슬로베니아)

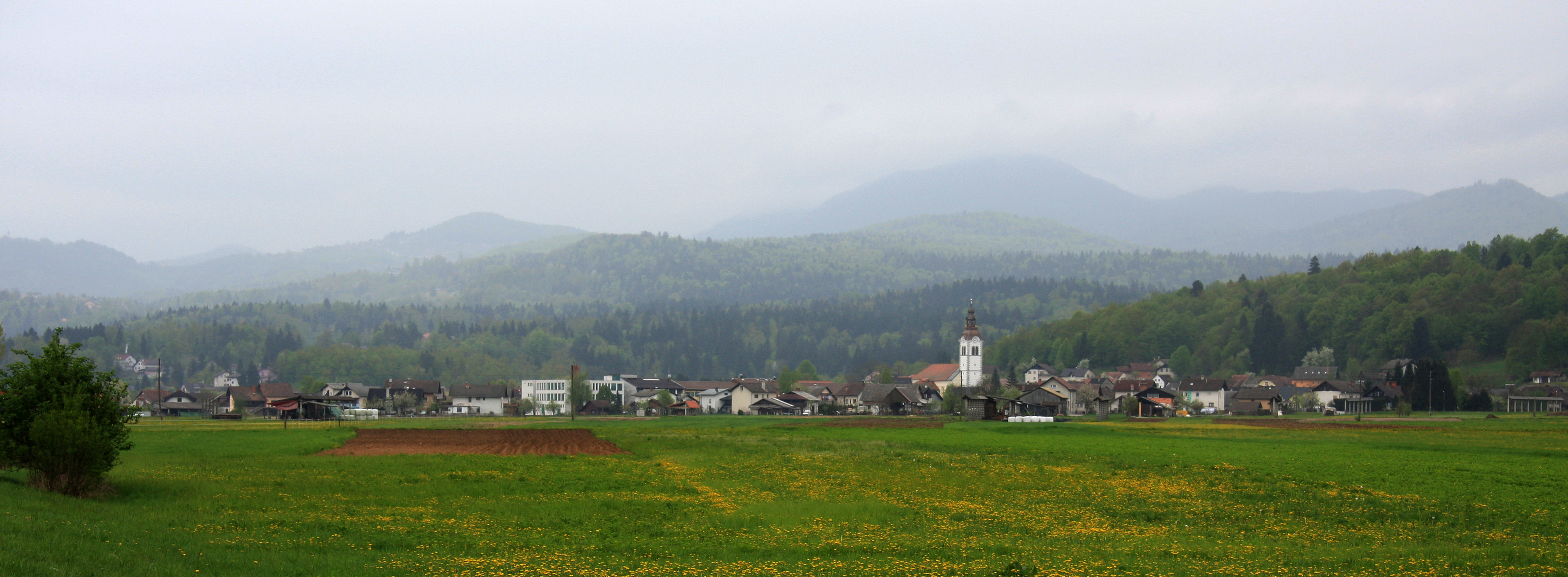
이그

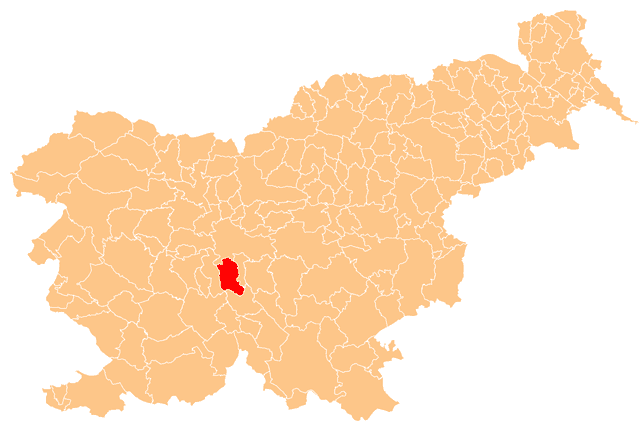
이그의 위치

이그(슬로베니아어: Ig)는 슬로베니아의 도시로 면적은 98.8km2, 높이는 274m, 인구는 5,445명(2002년 기준), 인구 밀도는 55.1명/km2이다.